# Stora mossen
Stora mossen est un quartier du district de Bromma à Stockholm en Suède.

## Description
Stora mossen est un quartier de Västerort qui fait partie de la cité-jardin du Vieux Bromma. 
Près des deux tiers des bâtiments sont des villas.
Dans les années 2005-2006, une nouvelle cité-jardin s'est développée dans la zone limitrophe de Nyängsvägen et de la zone de jardins familiaux de Stora Mossen. 
Les maisons sont conçues par l'architecte Kjell Forshed dans un style néo-fonctionnaliste et se composent de maisons jumelées, de maisons multifamiliales et de maisons unifamiliales. 
La zone est située à l'ouest du terrain de sport de Stora Mossen à Mosskroken et Enhörningsgränd.
Les jardins familiaux de Stora Mossens (sv) se trouvent à l'ouest du lycée de Bromma (sv). 
La terrain de sport de Stora Mossen (sv) est située au sud du lycée de Bromma. 
Conçue par Paul Hedqvist et inaugurée en 1933, elle est située au 26 Västerled, près de la frontière avec Äppelviken.

## Transports
La station Stora Mossen est desservie par les lignes T17 et T19 du métro de Stockholm.

## Galerie

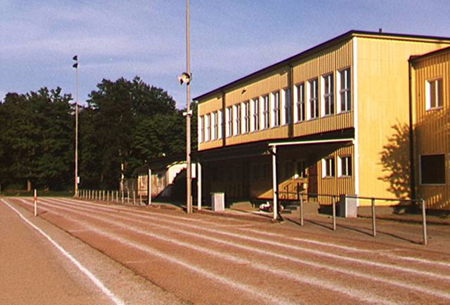
Salle de sport.
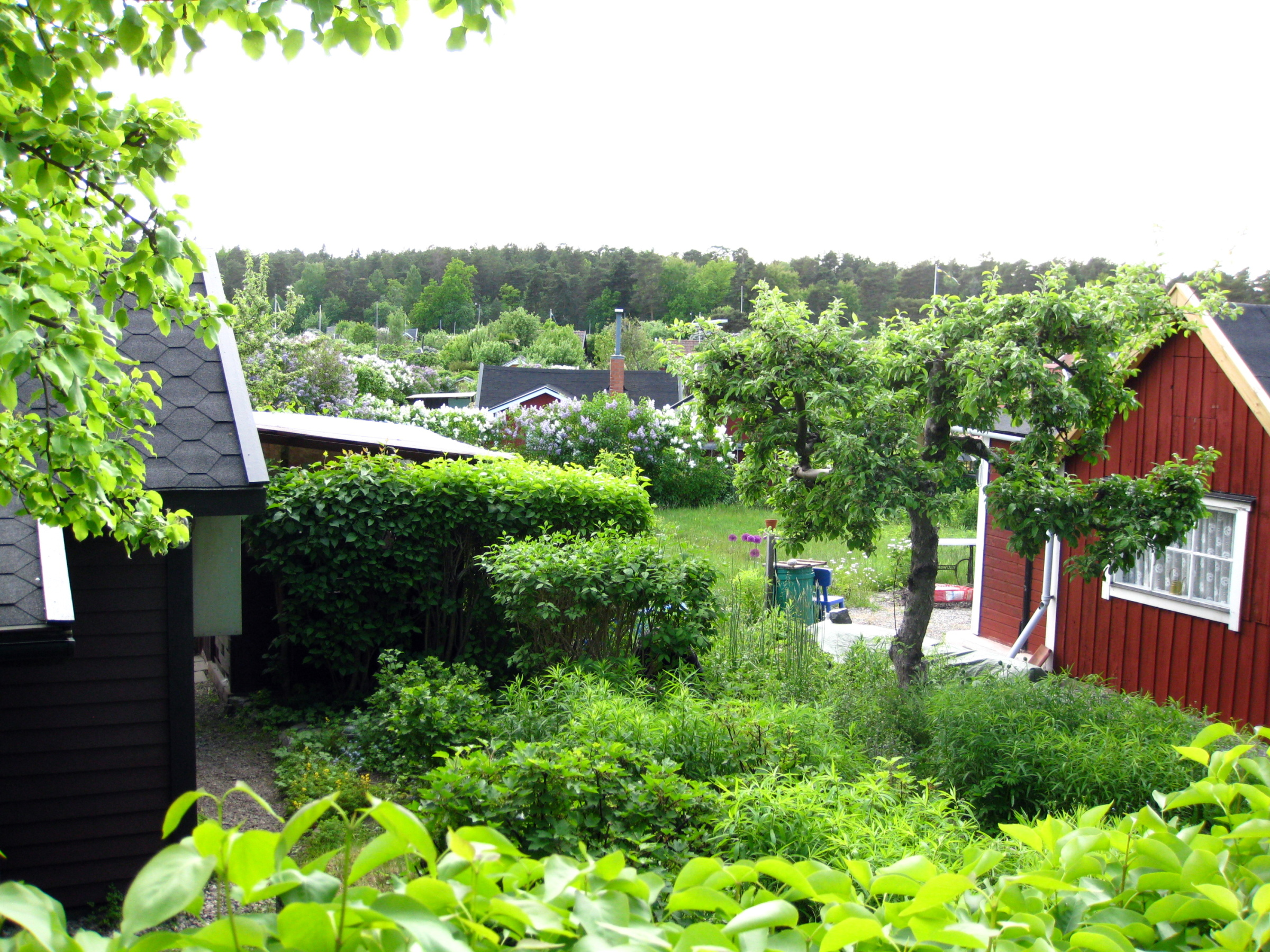
Jardins familiaux.
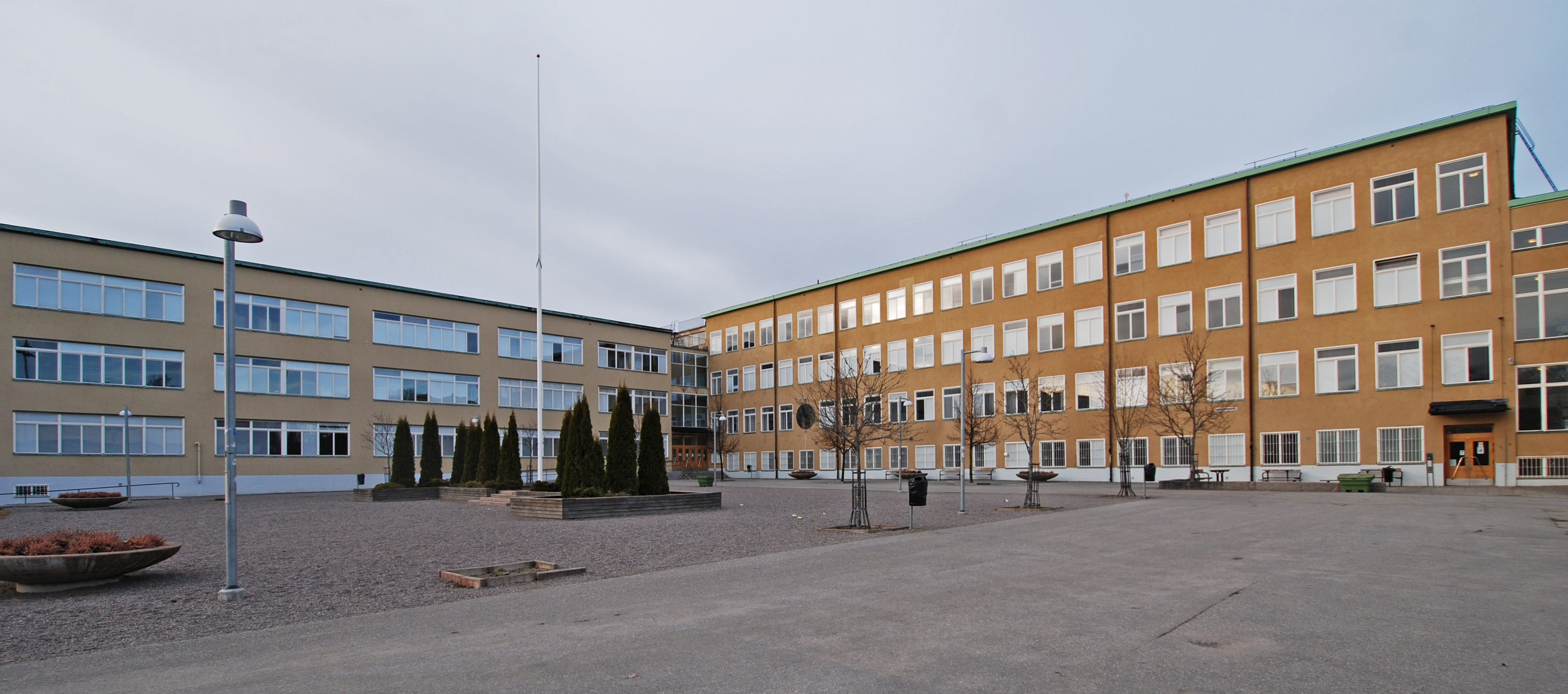
Lycée de Bromma.

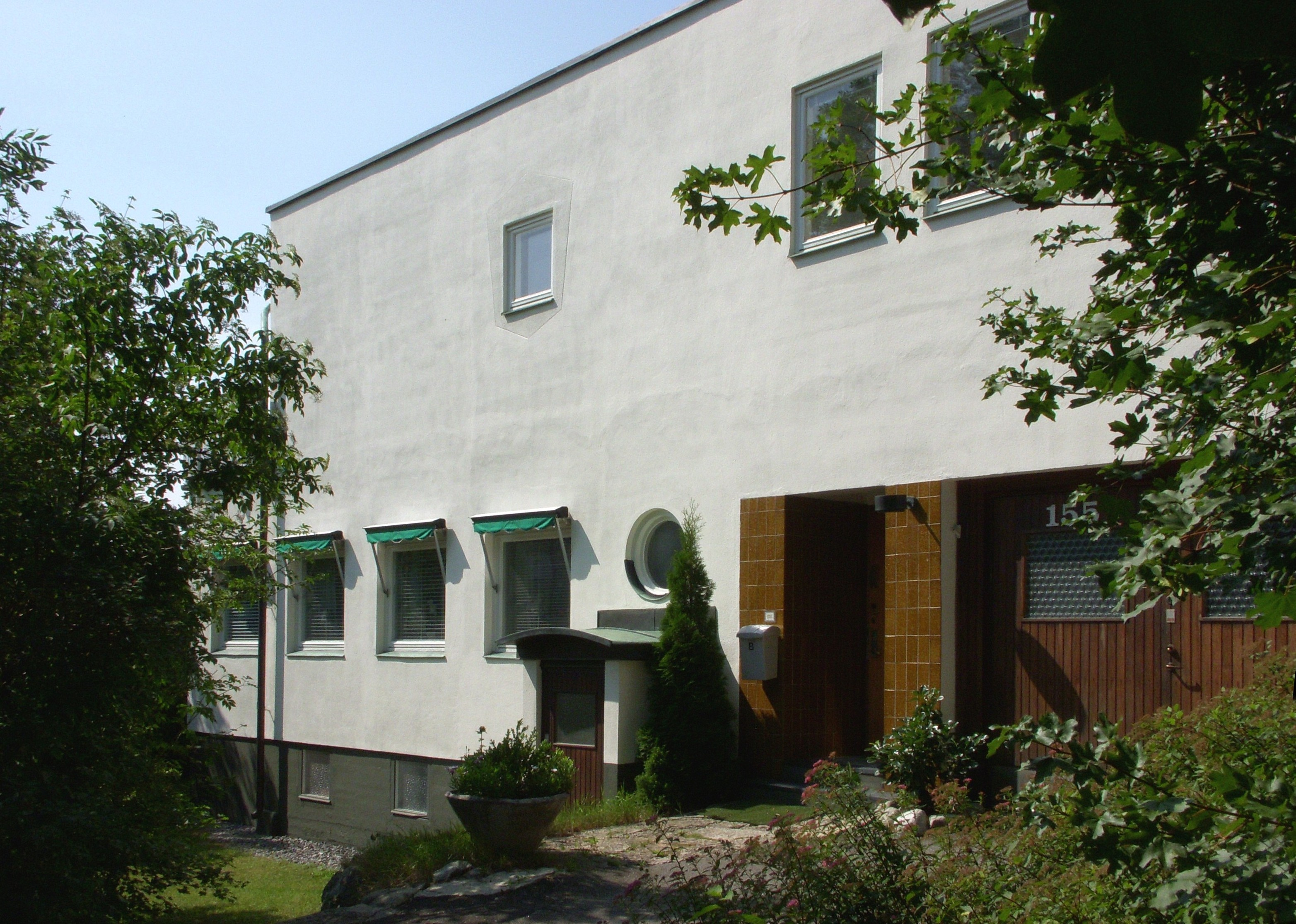
Villa Myrdal.
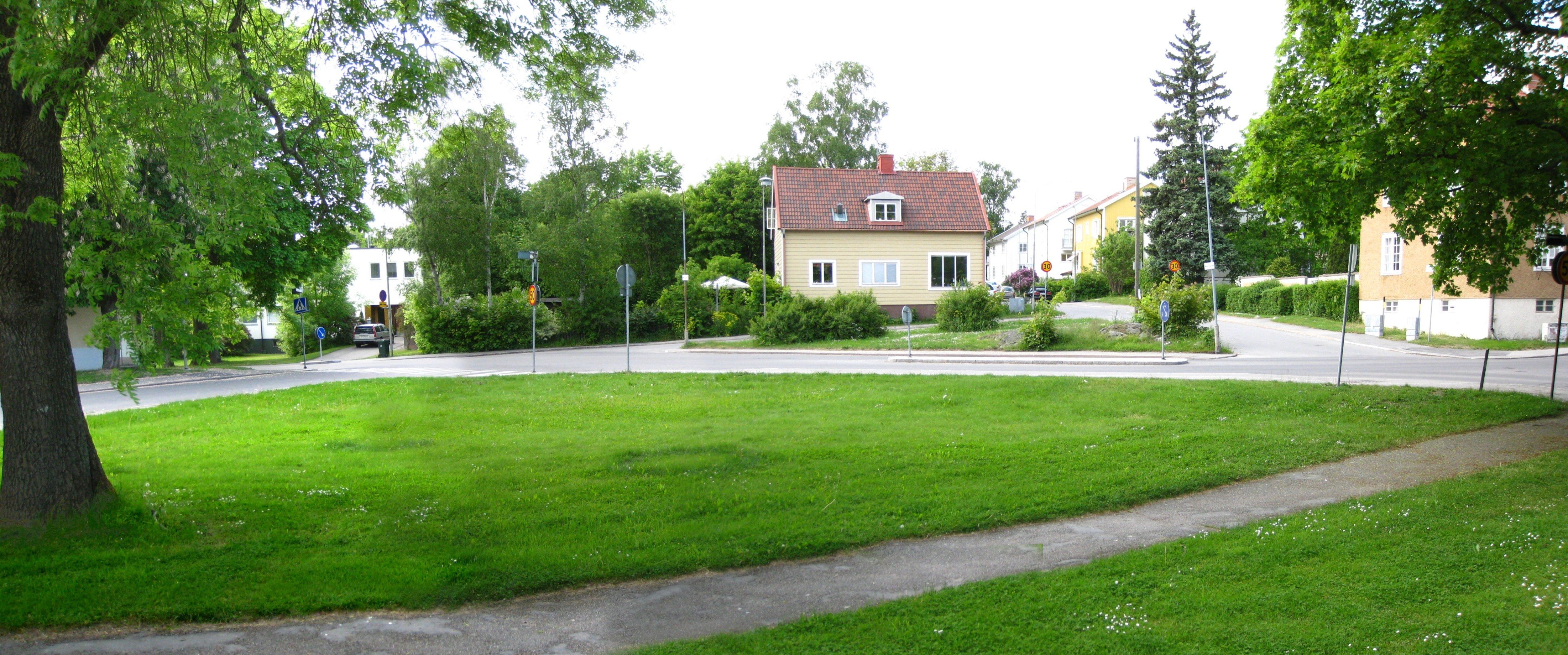
Mossplan.
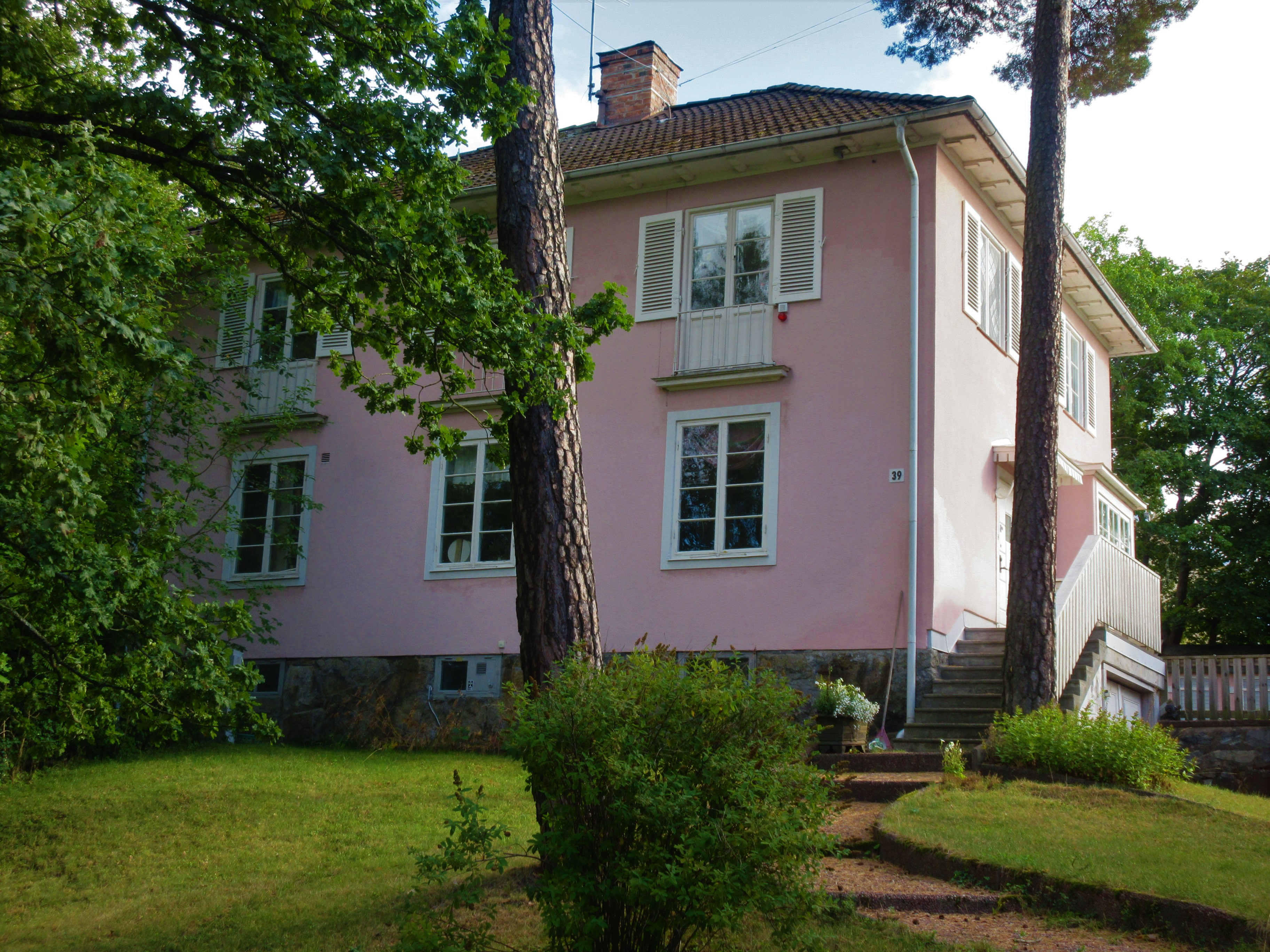
Grävlingsvägen 39.